# Museu del Port Fluvial de Caesaraugusta

Caesaraugusta sobre un plànol modern de Saragossa
1.- Decumanus
2.- Cardo
3.- Fòrum
4.- Port fluvial
5.- Termes públiques
6.- Teatre
7.- Muralla

El Museu del Port Fluvial de Caesaraugusta és un espai en què es mostra l'antic port de la ciutat romana de Caesaraugusta, l'actual Saragossa (Espanya). Està situat a la plaça San Bruno, 8 i conforma juntament amb el museu del Fòrum romà, museu de les Termes i museu del Teatre romà el circuit de museus arqueològics de Saragossa.
En època romana, el riu Ebre era navegable i el port de Caesaraugusta es considerava el tercer més important en Hispània, després del de Tàrraco i el de Dertosa. El port es va construir al segle i i va ser abandonat a mitjans del segle vi. A la fi del segle i o principis del segle ii, les instal·lacions es van completar amb la construcció d'un mercat a l'est de l'edifici d'accés.
Les edificacions portuàries s'estenien al llarg de la riba dreta de l'Ebre aprofitant la major calma de les seves aigües en aquesta part, i estaven situades en l'angle nord-est del fòrum amb el qual connectaven per mitjà d'escales. El comerç en el port era molt actiu, al distribuir tant mercaderies procedents de l'interior (blat, fusta o ferro) com de la costa (ceràmiques, salaons, vi, etc.).
Al museu es poden contemplar algunes restes arqueològiques d'aquestes instal·lacions. A més, un audiovisual interactiu dona compte de l'activitat comercial de Saragossa que centralitzava el port en aquella època.